# Ивкин, Николай Иванович
Никола́й Ива́нович И́вкин (род. 27 июля 1937, Тохтино, Кировская область) — советский и российский тренер по боксу. Работал тренером в секции спортивного общества «Труд», Детско-юношеской спортивной школе № 4 города Карпинска, боксёрском клубе «Прогресс». Личный тренер олимпийского чемпиона Шамиля Сабирова. Заслуженный тренер СССР.

## Биография
Николай Ивкин родился 27 июля 1937 года в селе Тохтино Кировской области.
С 1957 года проходил срочную службу в рядах Вооружённых Сил СССР, затем по комсомольской путёвке работал на освоении целины. В 1962 году переехал на постоянное жительство в город Карпинск Свердловской области, где на первое время трудоустроился шофёром. Одновременно с основной работой на общественных началах стал осуществлять тренерскую деятельность, организовал секцию на стадионе добровольного спортивного общества «Труд», собрал группу детей, желающих освоить технику бокса.
В 1983 году заочно окончил Свердловский техникум физической культуры, став квалифицированным тренером-преподавателем. В том же году устроился работать по специальности в карпинскую Детско-юношескую спортивную школу № 4. В период 1980—1984 годов входил в тренерский штаб юношеской сборной СССР по боксу, в 1984—1991 годах тренировал экспериментальную сборную СССР. После распада Советского Союза вплоть до 1997 года сотрудничал с национальной сборной командой России. Впоследствии готовил боксёров в частном спортивном клубе «Большой Урал».
За долгие годы тренерской деятельности Николай Ивкин подготовил более двухсот боксёров, получивших различные спортивные разряды, в том числе семерых кандидатов в мастера спорта, двоих мастеров спорта, одного мастера спорта международного класса. Из всех его воспитанников наиболее известен заслуженный мастер спорта Шамиль Сабиров, чемпион летних Олимпийских игр в Москве, чемпион Европы, двукратный чемпион СССР, победитель ряда крупных международных турниров. Также в разное время его подопечными были такие известные уральские боксёры как Сергей Никифоров, Александр Хрулёв, Сергей Старков и др.
За выдающиеся достижения на тренерском поприще удостоен почётного звания «Заслуженный тренер СССР».
С 2001 года — тренер-преподаватель высшей квалификационной категории. Тренер кировского боксёрского клуба «Прогресс».
Неоднократно принимал участие в соревнованиях по боксу в качестве судьи. Судья республиканской категории.